# Список университетов Израиля

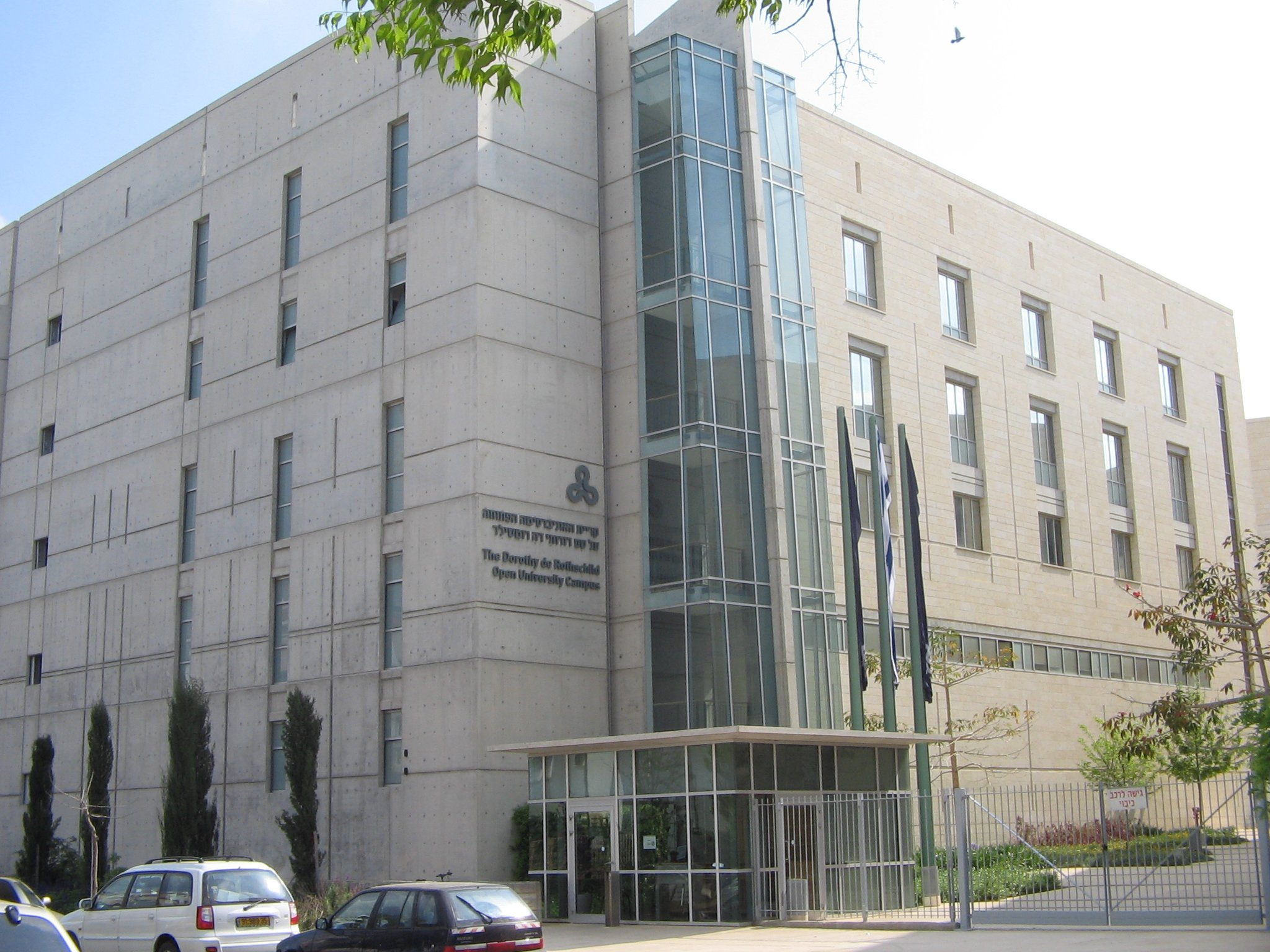
Один из корпусов Открытого университета Израиля

В израильской системе образования действуют девять высших учебных заведений, ведущих исследовательскую работу и присваивающих высшие академические степени.
Деятельность университетов регулируется Советом по высшему образованию и Советом глав университетов.
Помимо университетов, в Израиле действуют около 50 академических колледжей, присваивающих академические степени, но не ведущих исследовательскую работу.
В 2019/2020 учебном году в университетах Израиля обучались более 171 тыс. студентов, из них 119 тыс. — на степень бакалавра; всего в 60 высших учебных заведениях обучалось 327 тысяч человек. В 2018/2019 учебном году 21 784 человек получили степень бакалавра в университетах Израиля.

## Университеты
| ВУЗ                         | Город     | Год основания | Студентов в 2000 г. | Студентов в 2019 г. | Примечания                                                       |
| --------------------------- | --------- | ------------- | ------------------- | ------------------- | ---------------------------------------------------------------- |
| Технион                     | Хайфа     | 1924          | 13 040              | 13 787              |                                                                  |
| Еврейский университет       | Иерусалим | 1925          | 21 040              | 20 898              | 3 кампуса в Иерусалиме и один в Реховоте.                        |
| Институт Вейцмана           | Реховот   | 1949          | 800                 | 1 215               | Не присуждает степень бакалавра.                                 |
| Университет имени Бар-Илана | Рамат-Ган | 1955          | 21 810              | 17 716              |                                                                  |
| Тель-Авивский университет   | Тель-Авив | 1956          | 26 300              | 26 570              |                                                                  |
| Хайфский университет        | Хайфа     | 1963          | 13 850              | 17 396              |                                                                  |
| Университет Бен-Гуриона     | Беер-Шева | 1969          | 16 910              | 17 820              |                                                                  |
| Ариэльский университет      | Ариэль    | 1982          | -                   | 12 333              | Статус университета с 2012 года.                                 |
| Университет Райхмана        | Герцлия   | 1994          |                     | около 7 000         | Статус университета с 2021 года.                                 |
| Открытый Университет        |           | 1976          | 39 000              | 44 754              | Около 70 кампусов по всей стране; не присуждает степень доктора. |

В 2005 году израильским правительством было принято решение об открытии университета в Галилее и придании статуса университета колледжу в Ариэле (в результате колледж сменил наименование на «университетский центр», а полный статус университета он получил лишь в декабре 2012 года). В этом же году университет имени Бар-Илана начал создание медицинской школы в Цфате. 17 августа 2021 года статус университета и название Университет Райхмана официально присвоены междисциплинарному центру в Герцлии, до того имевшего статус колледжа.

## Организации студентов и работников университетов
Старший персонал университетов объединён в «Координационный совет старшего персонала»(ивр. מועצה המתאמת של הסגל האקדמי הבכיר‎), а младший — в «Координационный форум университетских организаций младшего персонала»(ивр. פורום המתאם של ארגוני הסגל האקדמי הזוטר באוניברסיטאות‎). Студенческие организации объединены в «Союз студентов в Израиле» (ивр. התאחדות הסטודנטים בישראל‎).